# Cokerie Flémalle
De Cokerie Flémalle was een cokesfabriek te Flémalle nabij Seraing. De fabriek besloeg een oppervlakte van 7,5 ha.

## Geschiedenis
De fabriek werd opgericht door de Société Anonyme d'Ougrée-Marihaye, welke steenkoolmijnen en hoogovenbedrijven omvatte. Hij startte in 1922 met een batterij van 45 ovens, terwijl er later nog 68 bijgebouwd werden. Ook werd een ontzwavelingsinstallatie gebouwd, en installaties voor de verwerking van de restproducten. Het cokesovengas werd gebruikt om elektriciteit op te wekken.
In 1947 werd een tweede ovenbatterij gebouwd, welke 44 ovens omvatte. De cokes werd gebruikt voor de hoogovens te Seraing. In 1975 werd de productie in de oude batterij van 113 ovens gestaakt en in 1984 staakte de groep Espérance-Longdoz, toenmalig eigenaar van de fabrieken, de productie.
Het fabrieksterrein was zwaar vervuild, onder meer met benzeen, naftaleen en cyaniden. Omstreeks 2010-2012 vond sanering plaats, waarna het terrein voor logistieke activiteiten werd vrijgegeven.